# Octavie Rossignon
Pour les articles homonymes, voir Rossignon.
Octavie Rossignon, née le 28 septembre 1807 à Paris et morte le 26 septembre 1871 à Versailles, est une peintre, une illustratrice et caricaturiste française.
Elle est l'une des toutes premières femmes à dessiner des caricatures en France.

## Biographie

### Famille et entourage
Caroline Marie Octavie Rossignon naît en 1807 à Paris, fille de Louis Joseph Toussaint Rossignon et de Caroline Joséphine Aulagnier, son épouse. Elle est baptisée le 8 octobre 1807 à l'église Saint-Eustache. Originaire du Nord et fils d'un peintre en bâtiment et doreur, son père devient artiste peintre à Paris vers 1810. Son oncle François Stanislas Rossignon a été peintre de portraits,.
Octavie Rossignon a plusieurs frère et sœurs : Louis Amédée Émile, né en 1813, devient sous-chef du ministère de la Guerre ; (Louise) Jenny, née en 1815, se produit comme cantatrice soprano de 1841 à 1855 environ, ; (Marie) Louise, née en 1830, chante occasionnellement en public au milieu des années 1850.

### Parcours
Octavie Rossignon fait son apprentissage artistique auprès de son père et du peintre Horace Vernet. Elle expose au Salon de Paris pour la première fois en 1831, puis y présente régulièrement des œuvres, essentiellement des aquarelles et des pastels, jusqu'en 1864. Son atelier est situé 15, rue Buffault de 1831 jusqu'au milieu des années 1840, puis 44, rue des Martyrs jusqu'en 1864.  
Octavie Rossignon pratique par ailleurs le dessin sur le vif, comme lorsqu'elle croque le public venu écouter sa sœur Jenny Rossignon, cantatrice, chanter chez Pleyel en 1845.  
En 1856, elle commence à publier des dessins humoristiques dans le Petit Journal pour rire et le Journal amusant, dirigés par le dessinateur Charles Philipon,. Peu après, dans un article du Diable boiteux signé « la comtesse Flore d'A*** », on lit à propos de la dessinatrice : « Je ne connais pas cette demoiselle, il est vrai, mais je la connaîtrais intimement, que je n’en aurais pas une opinion plus favorable. Mlle Rossignon peut être jeune ou vieille, brune ou blonde, laide ou jolie, peu importe ! Ce qui me plaît en elle, c’est qu’elle a su secouer ses chaînes, et embrasser une carrière qui, jusqu’à présent, avait été fermée aux femmes, la caricature. M. Philippon [sic] espère sans doute qu’en prenant des dessinateurs de mon sexe, il fermera la bouche aux médisants, et que les polémistes n’oseront pas attaquer le talent d’une demoiselle. Il a raison, et mes confrères en habit noir sont trop galants pour décerner à sa caricaturiste autre chose que des compliments. Mais moi, qui n’ai pas de galanterie à faire à une femme, je n’éprouve aucun scrupule à en dire ce qui me plaît. Donc, Mlle Octavie aspire au prix de vertu, quoique caricaturiste, et le journal de M. Philippon [sic] deviendra le vade-mecum indispensable de tout bon pensionnat de demoiselles. Jamais dessin plus chaste n’a paru dans la presse illustrée, pas une jambe qui dessine son contour, pas le moindre regard provocateur, pas le moindre minois capable de plaire, rien qui ne soit que de très bonne compagnie. Les limonadiers et les coiffeurs vont se désabonner par centaines, il est vrai, mais les maîtresses de pension accourront en foule pour les remplacer. » Octavie Rossignon reste longtemps une des rares femmes à faire de la caricature en France.  
Vers 1867, elle s'établit à Versailles, 13 rue de l'Impératrice. C'est dans cette ville qu'elle expose une dernière fois. Elle y meurt, chez sa sœur, 23 rue Maurepas. Ses parents meurent très peu de temps après elle : son père le 2 octobre et sa mère le 7. 
Dans son livre Les Mœurs et la Caricature en France, publié en 1888, le journaliste et historien de l'art John Grand-Carteret écrit au sujet d'Octavie Rossignon la formule lapidaire suivante : « Pourrait être appréciée ainsi : des inconvénients du célibat pour l'art caricatural. »

## Œuvres

### Peinture

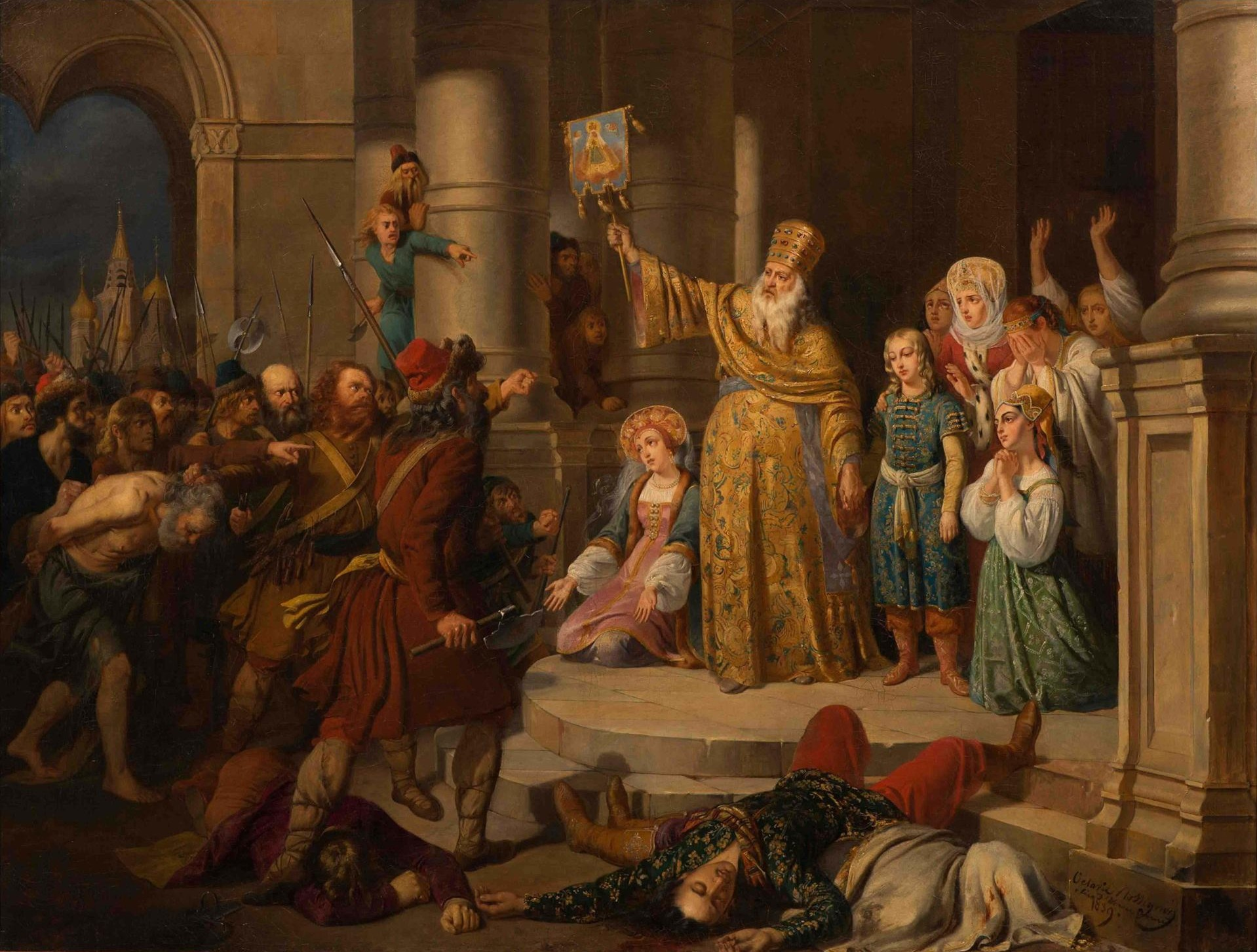
Révolte des Strélitz, 1839 (Musée historique d'État de Moscou)

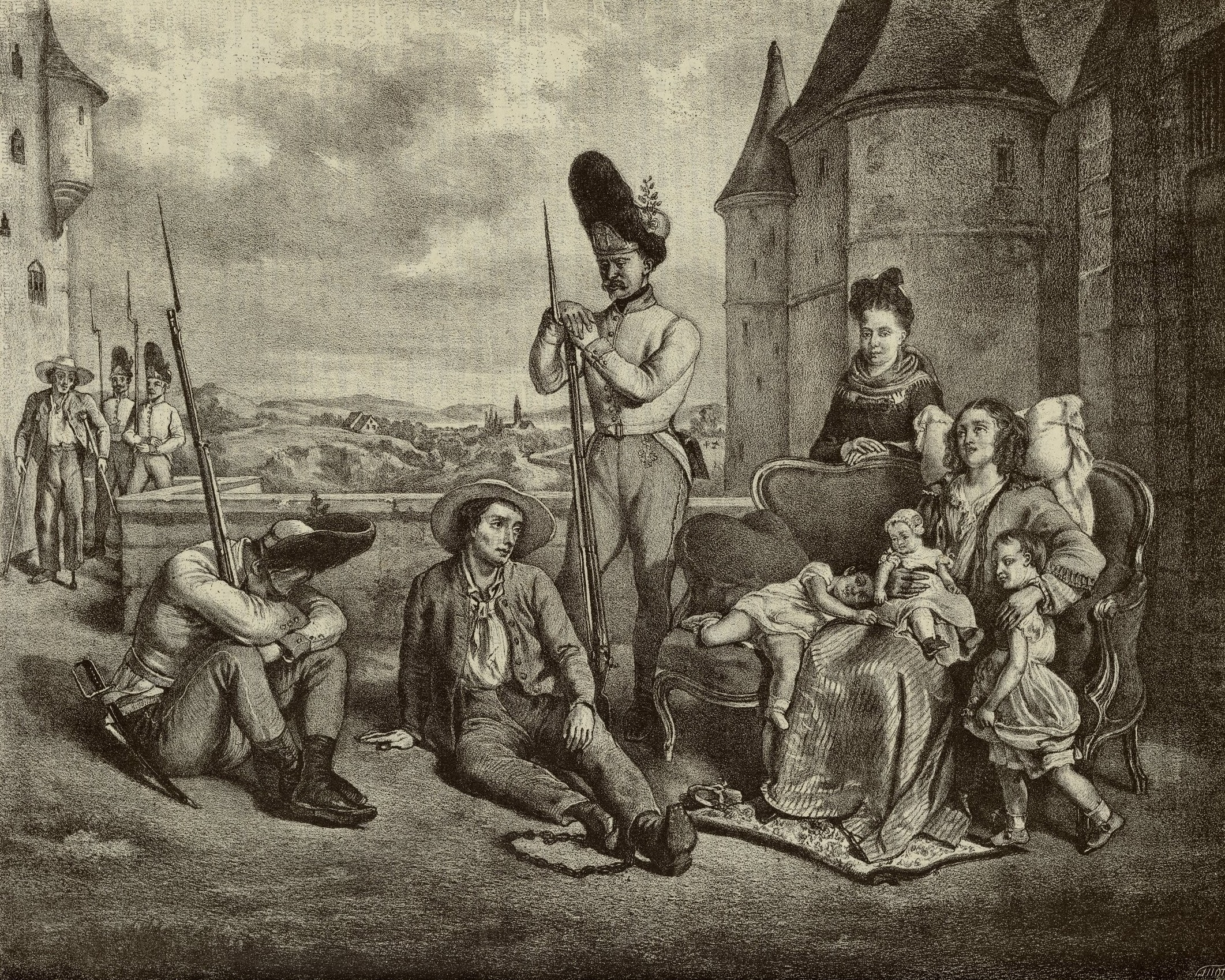
Silvio Pellico, lithographie d'Émile Vernier d'après le tableau de Rossignon du Salon de 1844, publiée dans Le Musée français-anglais, 1859

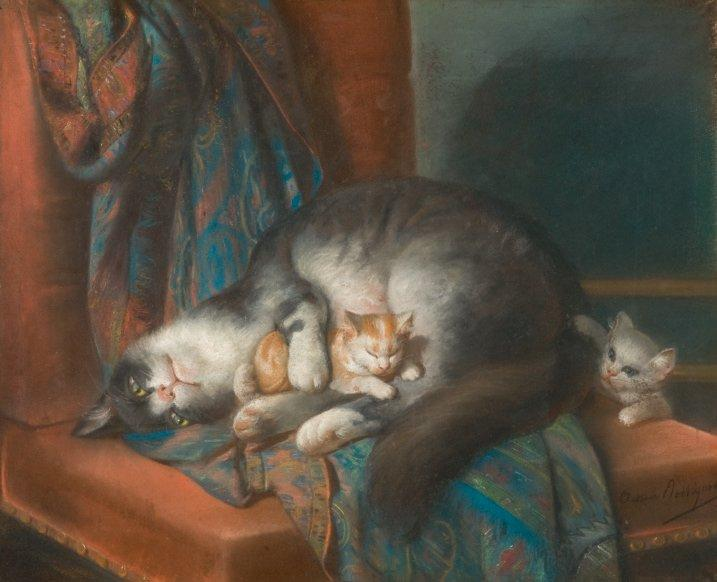
Chatte et ses petits

- Scènes historiques du 27 juillet, Salon de 1831, localisation inconnue.
- Portrait de femme, aquarelle, Salon de 1833, localisation inconnue.
- Une scène de la révolution de 1830, aquarelle, Salon de 1834, localisation inconnue.
- Portrait de Mlle A. B., aquarelle, Salon de 1834, localisation inconnue.
- Portrait de M. C. B., aquarelle, Salon de 1834, localisation inconnue.
- Élisabeth chez la comtesse de Nottingham, Salon de 1835, localisation inconnue.
- Pierre Forget, seigneur de Fresnes, secrétaire d'État (1544-1610), 1835, copie d'après un original du XVIe siècle, musée national des châteaux de Versailles et de Trianon[21]
- Reposoir de la Fête-Dieu à Saint-Nom-la-Bretèche (environs de Paris), Salon de 1839, localisation inconnue.
- Révolte des Strélitz (en 1678), Salon de 1839, musée historique d'État de Moscou[22].
- L'Enfant malade, Salon de 1840, localisation inconnue.
- Portrait d'enfant, Salon de 1841, localisation inconnue.
- Silvio Pellico au Spielberg, Salon de 1844, localisation inconnue, lithographié par Émile Vernier et publié dans Le Musée français en 1859[23].
- Gibier, Salon de 1848, localisation inconnue.
- La Vachère de Trianon chantant devant madame Élisabeth la romance de Pauvre Jacques, Salon de 1848, localisation inconnue.
- Nature morte, Salon de 1849, localisation inconnue.
- Nature morte, Salon de 1849, localisation inconnue.
- Portrait de Mlle L. R., pastel, Salon de 1850, localisation inconnue.
- Portrait de Mme X, pastel, Salon de 1850, localisation inconnue.
- Une bacchante, étude, 1855, localisation inconnue.
- Portrait de femme, pastel, Salon de 1853, localisation inconnue.
- Des fruits, Salon de 1857, localisation inconnue.
- Portrait de Mme D... et de ses enfants, pastel, Salon de 1864, localisation inconnue.
- Tête d'étude, pastel, Salon de 1864, localisation inconnue.
- Fleurs et Fruits, 1867, localisation inconnue.
- Chatte et ses petits, sans date, localisation inconnue[24].

### Caricature et dessin
- Les Alpes pittoresques, 1837-1838
- Petit Journal pour rire, 1856[12]-1863
- Journal amusant, 1857-1859

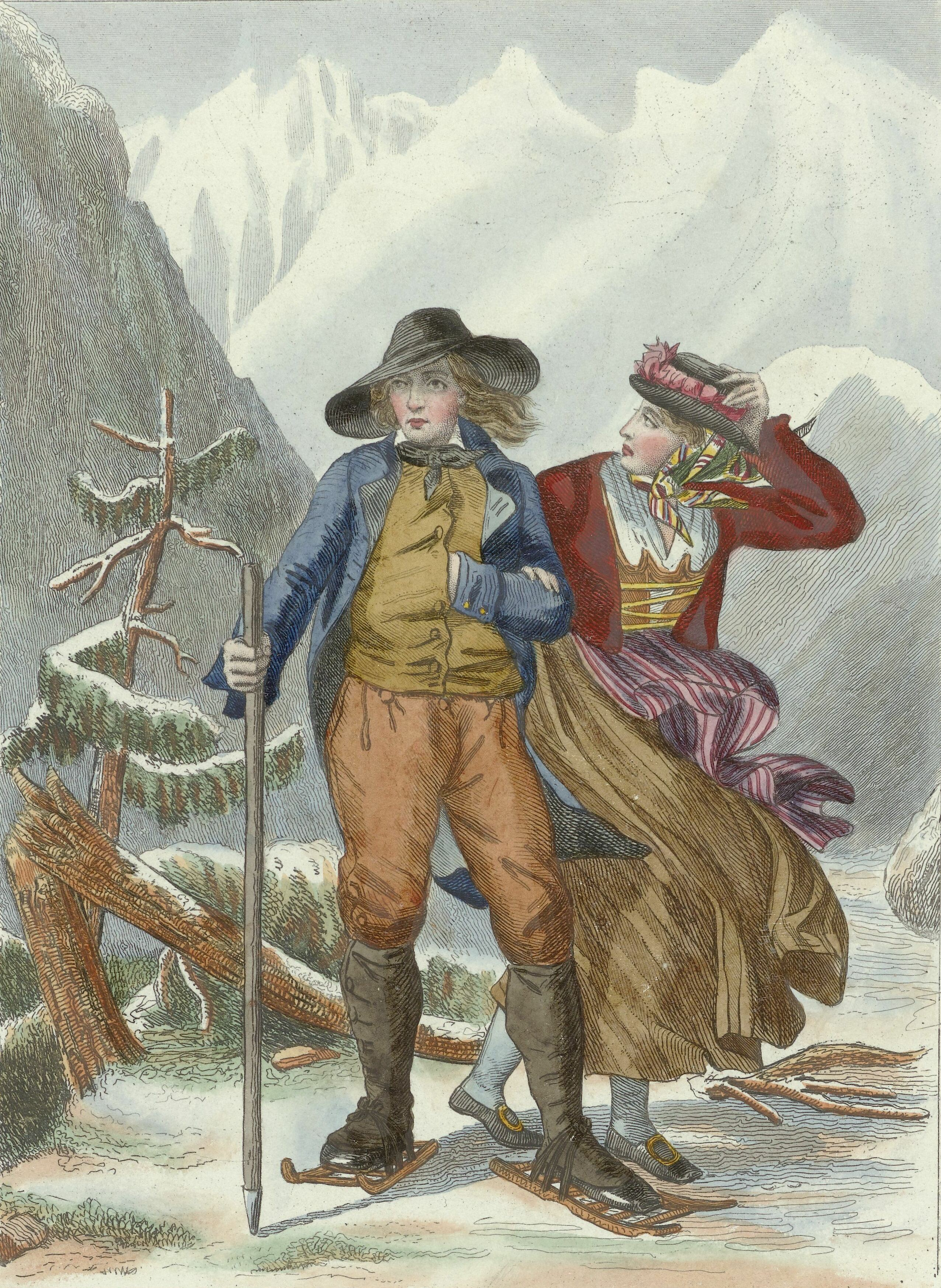
Costumes du Valais, illustration pour les Alpes Pittoresques, 1837-1838
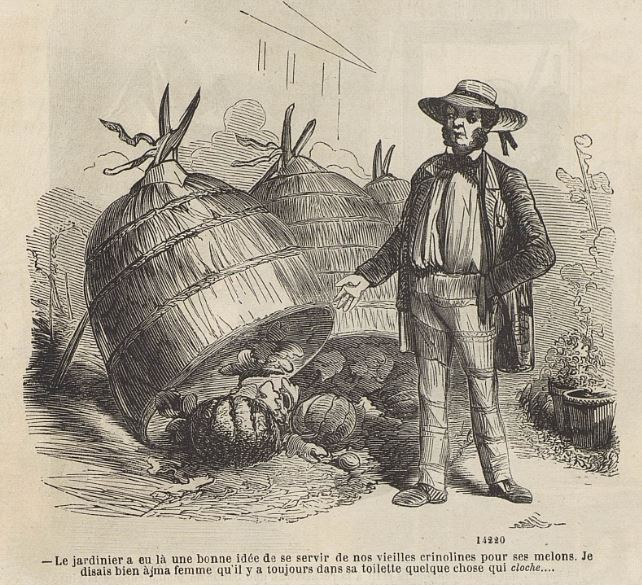
Caricature pour le Petit Journal pour rire, 1858 (série Crinoliniana)
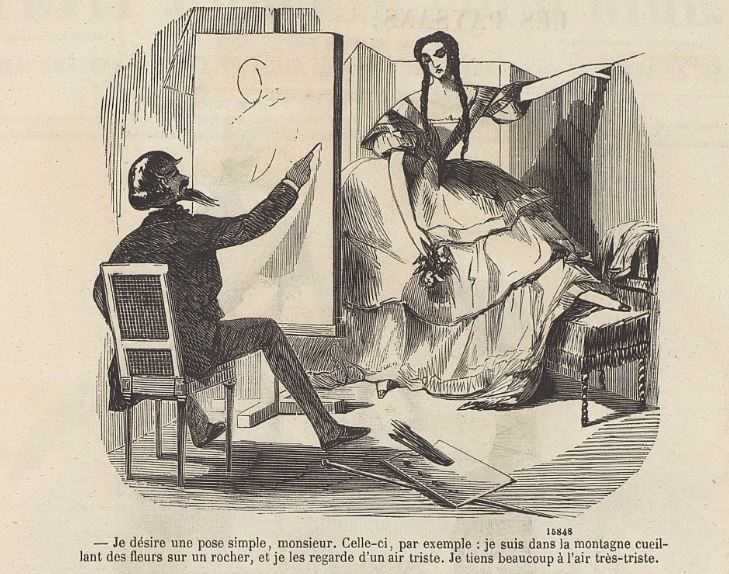
Caricature pour le Petit Journal pour rire, 1863 (série  Les Artistes et les bourgeois)